# Famille Trinci
 (novembre 2024).
La famille Trinci est une maisonnée noble de Foligno d’origine féodale datant de la fin du XIIe siècle.

## Histoire

Armes de la famille Trinci

La famille Trinci a été à l'origine de la seigneurie de Foligno (1305 à 1439).
Sous leur autorité la ville connut une forte expansion territoriale et architecturale avec la construction entre autres du Palazzo Trinci.
Au cours de la guerre entre Guelfes et Gibelins qui a déchiré l'Italie du XIIe  au  XIVe siècle les Trinci d'abord de la partie Guelfe ont rejoint la partie Gibeline en 1240.
En 1305, les Trinci, désormais guelfes deviennent les seigneurs de Foligno en chassant les gibellins Anastasi grâce aux nobles de Spolète et de Pérouse.
Le premier seigneur de Foligno est Nallo qui guida la Signoria de 1305 à 1321.
Après lui les Trinci gouvernèrent en assumant le titre de gonfalonieri di giustizia et capitano del popolo de partie guelfe.
Ugolino Ie assume le pouvoir jusqu'en 1338 puis Corrado I jusqu'en 1343.
De 1343 à 1353, Ugolino Novello est le dernier a assumer le pouvoir avec les titres.
En 1367, le pape Urbain Ve le fils d'Ugolino Novello, Trincia II Trinci est nommé vicaire apostolique mais est assassiné en 1377 par des opposants gibellins.
Corrado IIe lui succède jusqu'en 1386 et ensuite son fils Ugolino IIIe  jusqu'en 1415. Ce dernier est particulièrement ami avec Braccio da Montone.
Les fils qu'Ugolino IIIe (Niccolò, Bartolomeo et Corrado) a eu avec Costanza Orsini dirigèrent collectivement Foligno de 1415 à 1421.
En 1421, le châtelain de Nocera Umbra, Pietro di Rasiglia, suspectant un adultère entre son épouse et Niccolò, invite toute la famille Trinci à une partie de chasse et en tue tous les membres excepté Corrado qui vengea sa famille en attaquant la ville et en tuant le châtelain.
Par la même occasion il devient l'unique seigneur de Foligno
En 1421, Corrado IIIe entre en conflit avec l'autorité papale et le 8 septembre 1439 le cardinal Giovanni Maria Vitelleschi conquiert Foligno et le ramène sous l'autorité directe des États pontificaux.
Fait prisonnier Corrado III est d'abord conduit à Spolète puis au château de Soriano près de Viterbe où il est étranglé en même temps que ses deux fils le 14 juin 1441 mettant fin ainsi à la Signoria de Foligno

## Personnages et condottieres
- Nallo Trinci († 1321).
- Ugolino I Trinci († 1338).
- Corrado I Trinci († 1343).
- Ugolino Novello († 1353).
- Trincia II Trinci mort assassiné le 18 septembre 1377.
- Corrado II Trinci († 1386).
- Ugolino III Trinci († 1415).
- Bartolomeo Trinci mort assassiné le 10 janvier 1421
- Niccolò I Trinci mort assassiné le 10 janvier 1421
- Corrado III Trinci mort assassiné le 14 juin 1441